# Repentigny (Calvados)
Repentigny é uma comuna francesa na região administrativa da Normandia, no departamento Calvados. Estende-se por uma área de 2,16 km². 